# Debrzno
Debrznoⓘ (logo após a guerra, Frydląd Pomorski; em cassúbio: Frédląd; em alemão: Preußisch Friedland) é uma cidade localizada no norte da Polônia. Pertence à voivodia da Pomerânia, no condado de Człuchów. É a sede da comuna urbano-rural de Debrzno.
Estende-se por uma área de 7,5 km², com 4 805 habitantes, segundo o censo de 31 de dezembro de 2024, com uma densidade de 640 hab./km².

## Localização
A cidade está situada às margens dos lagos Żuczek e Staw Miejski, no rio Debrzynka, na parte norte de Krajna, no cinturão da região dos lagos da Pomerânia do Sul (incluindo a região dos lagos Krajeńskie).
Faz fronteira ao norte com as comunas de Czarne e Człuchów, a leste com as comunas de Kamień Krajeński e Sępólno Krajeńskie, e ao sul com Okonek e Lipka. Debrzno está localizada 152 km a sudoeste de Gdansk e 166 km ao norte de Poznań.
Nos limites ocidentais da cidade, há a reserva natural de estepe florística de Miłachowo, com uma área de 3,7 hectares.

## História

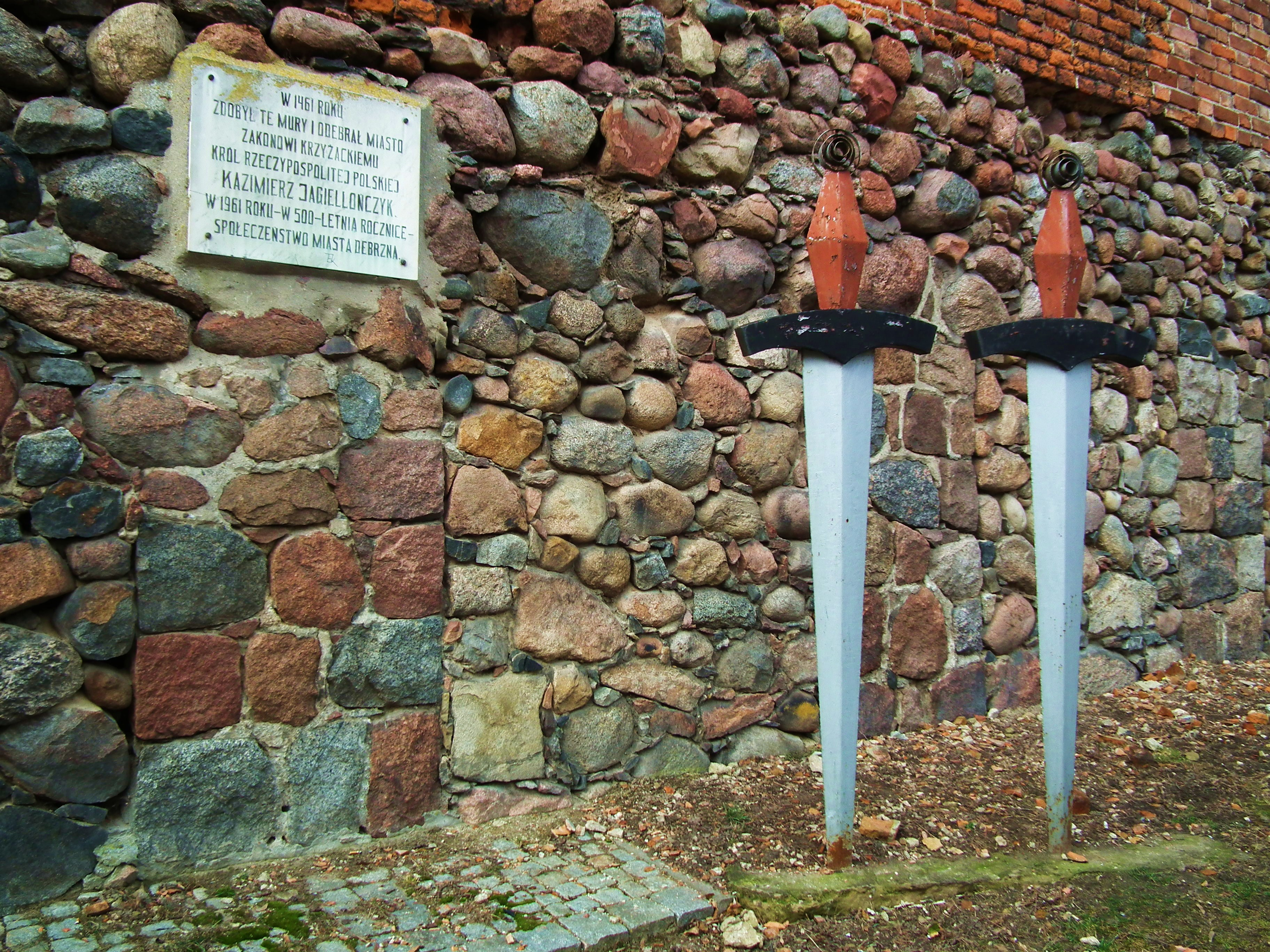
Parte das muralhas da cidade com um monumento em comemoração à reconquista da cidade pelo rei Casimiro IV Jagelão

Debrzno foi mencionada pela primeira vez no século XII. O assentamento ficava nas fronteiras da Polônia medieval ocupado pelos Cavaleiros Teutônicos no século XIV. Em 1354, a cidade recebeu direitos de cidade do Grão-Mestre teutônico Winrich von Kniprode. Após uma revolta contra os Cavaleiros Teutônicos, em 1454 a cidade reconheceu a autoridade do Rei da Polônia. Durante a Guerra dos Treze Anos, ela foi defendida contra os Cavaleiros Teutônicos em 1455, mas perdeu novamente com o tempo. Em 1461, a cidade foi capturada por Casimiro IV Jagelão e, em 1462, Debrzno foi ocupada pelos Cavaleiros Teutônicos e sitiada pelo exército da Coroa Polonesa por 8 dias, mas não foi conquistada. Em 1464, os Cavaleiros Teutônicos deixaram a cidade, tendo-a saqueado e queimado anteriormente. Como resultado das disposições da Segunda Paz de Toruń, ela foi incorporada à Polônia e, após doze anos, o rei polonês confirmou os direitos municipais de Debrzno. A cidade ficava na voivodia da Pomerânia da Coroa do Reino da Polônia. Houve incêndios na cidade em 1587, 1620 e 1648.
Em 1738, o cargo de pastor de Frýdland foi assumido pelo cônego de Poznań, Jan Jerzy Kostka Węsierski (c. 1680 — após 1746), que ocupou esse cargo em 1743–1744 durante a visitação da Arquidiocese de Kamień.

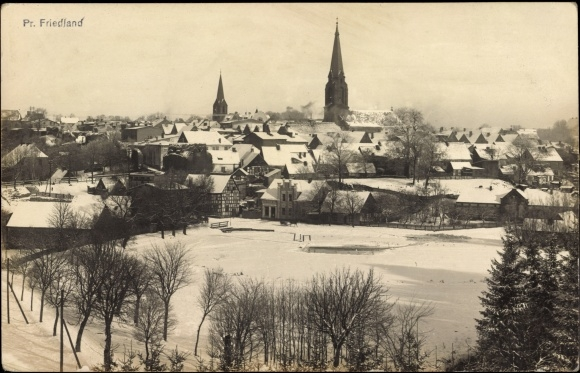
Cartão postal da época do Império Alemão, de 1917

Na obra do Dr. Schwitz “Biały Bór e sua história”, publicada em Piła em 1932, há informações de que nos anos de 1531 a 1553 o pároco era o padre Georg Sabat e, a partir de 1698, o padre Godszalski.
Como resultado da Primeira Partição da Polônia, em 1772, a cidade passou a fazer parte da partição prussiana.
Em 1875 (ordenado em 1900), o padre Anicet Kopliński, um capuchinho polonês de origem alemã, conhecido como o pedinte de Varsóvia ou São Francisco de Varsóvia, assassinado pelos alemães em Auschwitz em 1941, nasceu em Debrzno e foi proclamado beato da Igreja Católica em 1999.
No final de janeiro de 1945, a cidade foi ocupada pelo Exército Vermelho, que logo foi expulso pelos soldados do 32.º DP alemão. Um relatório do comando do 2.º Exército, de 14 de fevereiro de 1945, declarou: em Preussisch Friedland e no vilarejo de Zisskau, em 29 e 30 de janeiro, a maioria dos homens foi fuzilada após ser submetida a torturas horríveis. As casas e apartamentos foram saqueados, destruídos e incendiados. Os assassinos bolcheviques dispararam metralhadoras contra mulheres e crianças que tentaram fugir. Em uma casa de fazenda a dois quilômetros da estrada, os corpos de crianças, idosos, mulheres estupradas e baleadas foram encontrados em todos os cômodos.
De 1961 a 1972, a cidade foi a sede das autoridades da gromada de Debrzno, embora não pertencesse a ela.

## Aeroporto
Ao sul da cidade, a uma distância de 2 a 3 km, já na voivodia da Grande Polônia, está o antigo aeródromo militar de Debrzno.

## Monumentos históricos

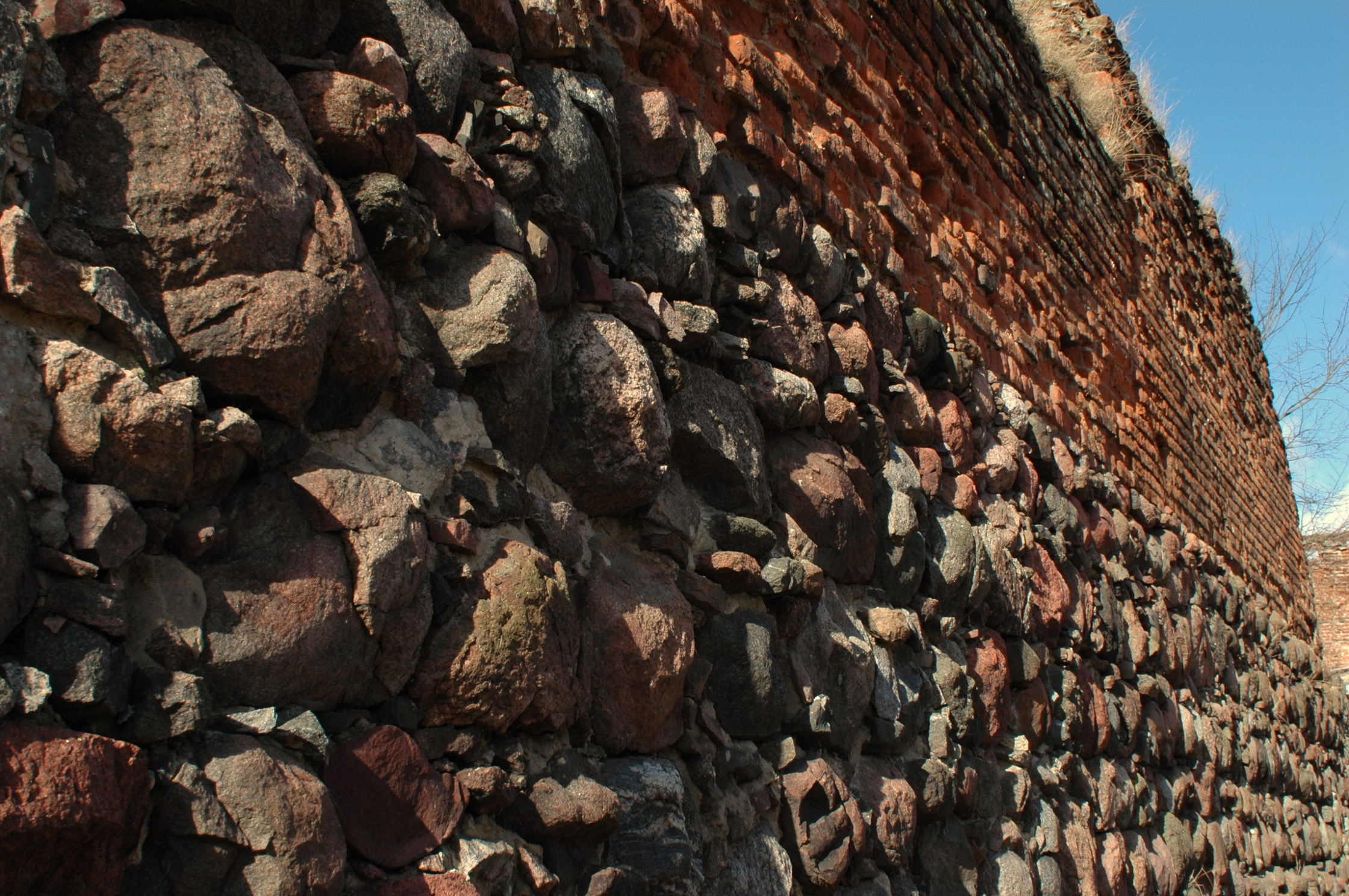
Fortificações urbanas

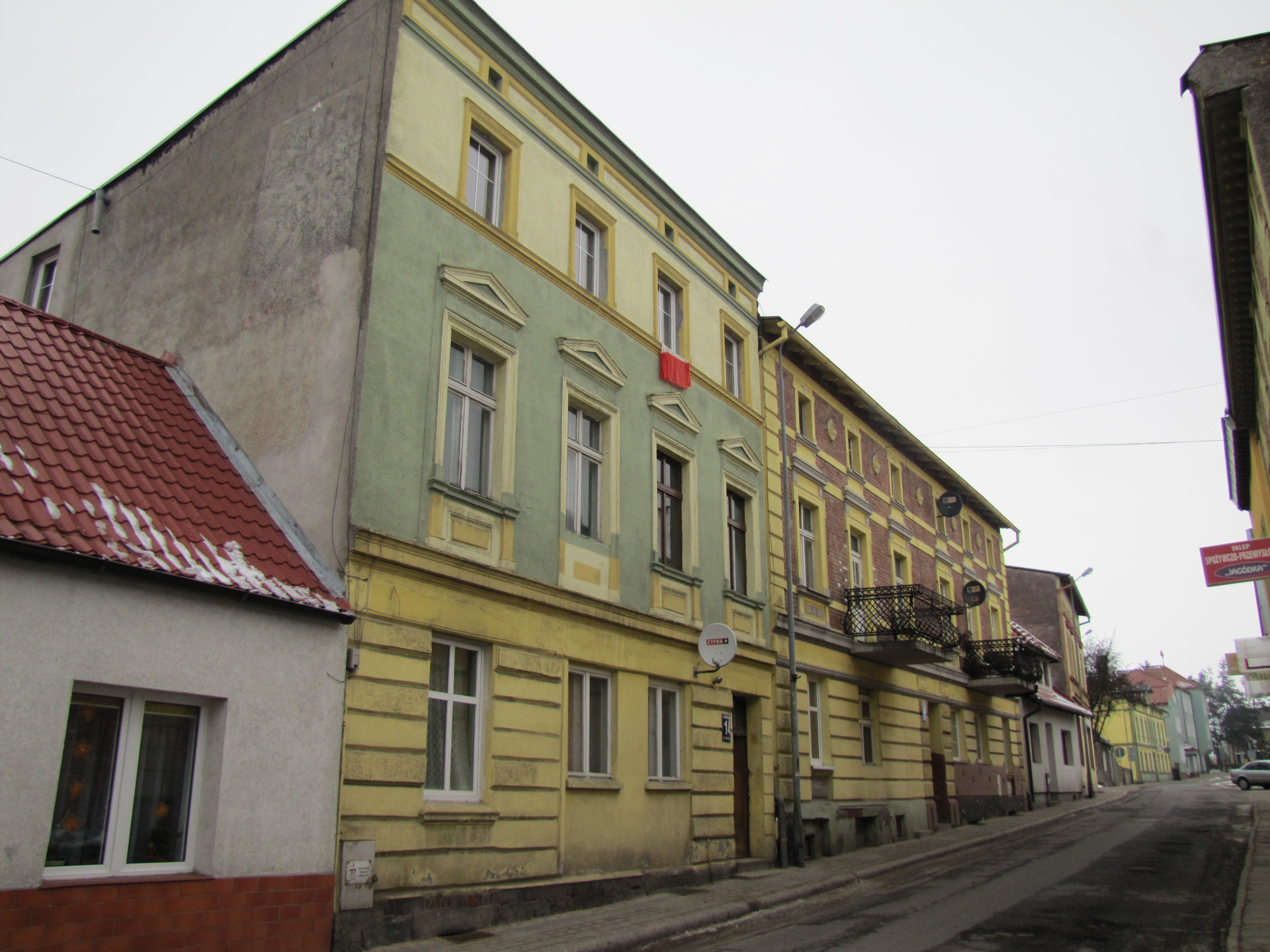
Casas antigas em Debrzno

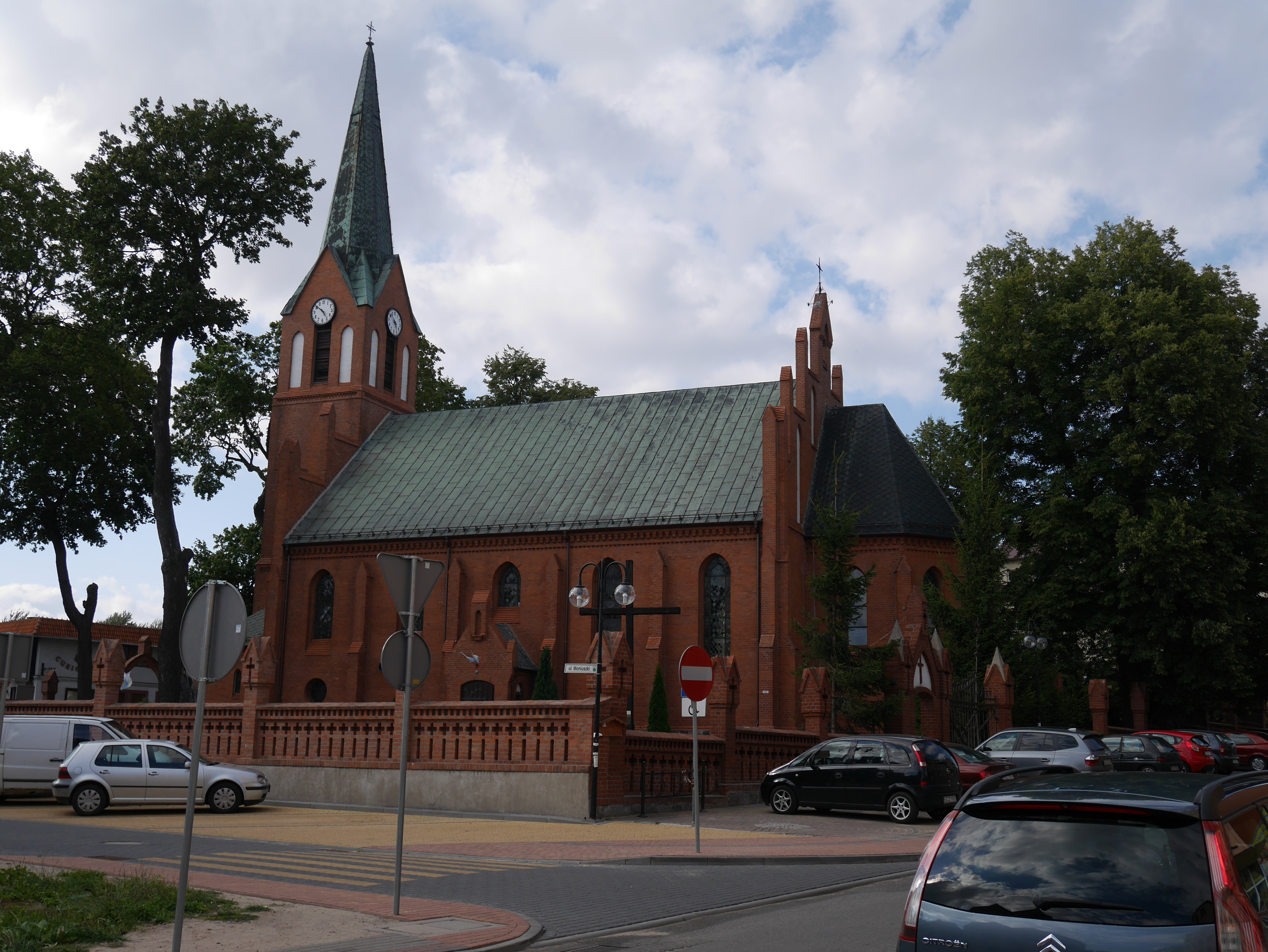
Igreja da Assunção da Bem-Aventurada Virgem Maria

Segundo o Instituto do Patrimônio Nacional (NID), os edifícios listados são:
- Igreja paroquial da Assunção da Bem-Aventurada Virgem Maria, 1894–1895
- Muralhas defensivas
- Torre do Moinho

## Demografia
Conforme os dados do Escritório Central de Estatística da Polônia (GUS) de 31 de dezembro de 2024, Debrzno é uma cidade muito pequena com uma população de 4 805 habitantes (34.º lugar na voivodia da Pomerânia e 583.º na Polônia), tem uma área de 7,5 km² (28.º lugar na voivodia da Pomerânia e 738.º lugar na Polônia) e uma densidade populacional de 640 hab./km² (31.º lugar na voivodia da Pomerânia e 498.º lugar na Polônia). Entre 2002–2024, o número de habitantes diminuiu 9,8%.
Os habitantes de Debrzno constituem cerca de 9,07% da população do condado de Człuchów, constituindo 0,20% da população da voivodia da Pomerânia.
| Descrição                         | Total      | Total   | Mulheres   | Mulheres | Homens     | Homens  |
| --------------------------------- | ---------- | ------- | ---------- | -------- | ---------- | ------- |
| unidade                           | habitantes | %       | habitantes | %        | habitantes | %       |
| população                         | 4 805      | 100     | 2 449      | 51,0     | 2 356      | 49,0    |
| área                              | 7,5 km²    | 7,5 km² | 7,5 km²    | 7,5 km²  | 7,5 km²    | 7,5 km² |
| densidade populacional (hab./km²) | 640        | 640     | 326,4      | 326,4    | 313,6      | 313,6   |

## Esporte
A partir de 1945, havia um Clube Esportivo Popular “Żagiel” em Debrzno. A seção mais popular do clube era o futebol. O maior sucesso dos jogadores de futebol foi o título de campeão distrital júnior e a promoção para a liga interprovincial em 1986. Os boxeadores também tiveram sucesso e convocados para a equipe nacional júnior. O clube foi liquidado em 1992 por motivos financeiros. No lugar do “Żagiel”, foi fundado o Esporte Clube Municipal (MKS). Em 2014, um estádio modernizado foi colocado em uso pelo clube.

## Comunidades religiosas
- Igreja Católica de Rito Latino:
  - Paróquia da Assunção da Bem-Aventurada Virgem Maria[15]
- Testemunhas de Jeová:
  - Igreja de Debrzno (Salão do Reino, rua Ogrodowa, 26a)